# The Dangerous Alliance
The Dangerous Alliance è stata una stable heel capeggiata dal manager Paul E. Dangerously e attiva prevalentemente nella World Championship Wrestling agli inizi degli anni novanta, e nella American Wrestling Association nel 1987.

## Storia

### American Wrestling Association (1987-1988)
Nella primavera del 1987, Paul E. Dangerously formò la prima Dangerous Alliance con in formazione Adrian Adonis e gli Original Midnight Express (Dennis Condrey & Randy Rose) nella American Wrestling Association.
Nell'ottobre 1987, Dangerously guidò con successo Condrey e Rose alla conquista dell'AWA World Tag Team Championship, che poi la coppia avrebbe perso contro i Midnight Rockers (Shawn Michaels & Marty Jannetty) due mesi dopo. Dangerously aiutò inoltre Adonis nel corso del suo feud con Tommy Rich e nella corsa al titolo AWA International Television Championship, durante la quale Adonis perse la finale del torneo per l'assegnazione del titolo contro Greg Gagne. Nel 1988, la Dangerous Alliance si sciolse, dato che Dangerously, Condrey, e Rose lasciarono tutti l'AWA, mentre Adonis morì in un incidente stradale durante un tour in Canada nel luglio dello stesso anno.
Nel 1988, Dangerously insieme a Eddie Gilbert e Missy Hyatt riutilizzarono il nome Dangerous Alliance per la loro fazione nelle compagnie Continental Wrestling Association e Continental Championship Wrestling. Entro la fine dell'anno, tutti e tre firmarono con la WCW.

### World Championship Wrestling (1991-1992)

#### Halloween Havoc 1991
Dopo che Dangerously era stato "licenziato" (nella storyline) come commentatore di WCW Saturday Night, l'occasione di rispolverare la sua stable giunse nel corso del pay-per-view Halloween Havoc del 1991. Prima dello show, l'annunciatore Eric Bischoff si trovava nel parcheggio. Quando Dustin Rhodes e Barry Windham arrivarono ed uscirono dalle loro auto, Arn Anderson e Larry Zbyszko corsero verso Bischoff e Windham e chiusero la mano di Windham nella portiera dell'auto, spezzandogliela. Fu da questo incidente che Zbyszko si guadagnò il soprannome di "The Cruncher" ("Lo stritolatore").
Più tardi nel corso dello stesso show, il misterioso "WCW Halloween Phantom" fece la sua apparizione, attaccando Tom Zenk nel corso di un match. Quindi, nel corso di un'intervista con Bischoff, Dangerously presentò il "fantasma" e, smascherandolo, rivelò che la sua identità era quella di "Ravishing" Rick Rude (appena arrivato dalla WWF). Dangerously affermò quindi che, anche se era stato licenziato come commentatore, aveva ancora la sua licenza di manager, e che si sarebbe servito di Rude per vendicarsi della compagnia.

#### Clash of the Champions XVII
La storyline proseguì a Clash of the Champions XVII il 19 novembre 1991 a Savannah, in Georgia. All'inizio dell'evento, trasmesso in diretta dalla TBS, il campione WCW U.S. Sting si trovava sul ring per essere intervistato. Madusa uscì fuori vestita come un'odalisca di un harem distraendo Sting in modo da permettere al WCW World Champion Lex Luger di attaccarlo a tradimento infierendo sulla sua gamba già malandata. Anche se infortunato, Sting, tuttavia, doveva per contratto difendere il suo titolo contro Rude quella sera stessa e non volle dare forfait. Chiaramente, Rude sconfisse facilmente Sting, diventando il nuovo campione USA. Paul Dangerously formò quindi la sua squadra con Rude, Bobby Eaton, Madusa, Arn Anderson, Larry Zbyszko e "Stunning" Steve Austin come membri della stable.

#### Faide rilevanti
La Dangerous Alliance dominò la WCW nei successivi sei mesi: oltre alla conquista del titolo U.S. da parte di Rude, Anderson & Eaton vinsero i titoli di coppia ed Austin il Television Championship. I principali feud della stable furono quelli con Sting, Ricky Steamboat, Barry Windham, Dustin Rhodes, e Nikita Koloff. L'Alliance e i suoi rivali arrivarono al confronto decisivo durante un cruento "WarGames" match svoltosi a WrestleWar il 17 maggio 1992 a Jacksonville, Florida. Durante il match, Zbyszko colpì per sbaglio Eaton con il rinforzo in ferro del sostegno del ring, consentendo a Sting di far cedere per dolore proprio Eaton. Dopo il match, Zbyszko fu espulso dal gruppo, che iniziò quindi la sua fase calante.

#### Ultimo periodo in WCW
Rude e Madusa uscirono dal gruppo e riscossero anche maggiore successo. Anderson ed Eaton presero come manager per breve tempo Michael Hayes, per poi tornare con Dangerously quando egli licenziò pubblicamente Madusa a Halloween Havoc in ottobre. Alla fine del novembre 1992 dopo Clash of the Champions, la Dangerous Alliance si sciolse a seguito della fuoriuscita di Dangerously dalla federazione per dissidi contrattuali.

### Eastern/Extreme Championship Wrestling (1993-1995)
Dangerously resuscitò la Dangerous Alliance nell'NWA Eastern Championship Wrestling nel 1993 con Jimmy Snuka, Don Muraco, The Dark Patriot e "Hot Stuff" Eddie Gilbert come nuovi membri. Nell'agosto 1994, quando la ECW ruppe i rapporti con l'NWA e cambiò nome in Extreme Championship Wrestling, l'ultima incarnazione della Dangerous Alliance guidata da Dangerously comprendeva The Tazmaniac, Sabu, e 911. Tazmaniac e Sabu vinsero il titolo di coppia ECW World Tag Team Championship nel febbraio 1995, per perderlo solo tre settimane dopo. Nell'aprile 1995, Sabu venne licenziato da Dangerously, a causa della sua scelta di recarsi in tour nella New Japan Pro-Wrestling senza autorizzazione. Nel luglio 1995, The Tazmaniac, ora sotto il nome di Taz, soffrì un serio infortunio durante un incontro di coppia svoltosi in Florida. Con Sabu licenziato e Taz infortunato, Dangerously sciolse definitivamente la Dangerous Alliance.
Arn Anderson, in un'intervista video con la RF Video, si riferì alla Dangerous Alliance come una delle più grandi fucine di talenti di sempre. Tuttavia, Anderson affermò anche che non fu mai un gruppo memorabile perché i brooker incompetenti della WCW (vedi Jim Herd, Kip Allen Frey, e Bill Watts) non furono capaci di promuoverlo in maniera efficace.

## Membri

### Membri AWA
- "Adorable" Adrian Adonis
- "Ravishing" Randy Rose – Membro del tag team Original Midnight Express
- "Loverboy" Dennis Condrey – Membro del tag team Original Midnight Express
- Paul E. Dangerously – Ideatore, leader, e manager dell'Alliance.

### Membri CWA/Continental
- "Hot Stuff" Eddie Gilbert
- Paul E. Dangerously – manager di Gilbert
- Missy Hyatt - valletta di Gilbert
- Austin Idol
- Tommy Rich
- Lord Humongous
- Jack Hart
- Chic Donovan

### Membri WCW
- "Ravishing" Rick Rude – Conquista il titolo WCW United States Heavyweight Title e diviene il membro di maggior rilievo del gruppo, occupando una posizione simile a quella di Ric Flair nei Four Horsemen. Mentre milita nell'Alliance, si scontra principalmente con Ricky Steamboat, Nikita Koloff e Sting.
- "The Enforcer" Arn Anderson – Vince il WCW World Tag Team Title con Bobby Eaton come partner di coppia. Mentre milita nell'Alliance, si scontra principalmente con Dustin Rhodes, Ricky Steamboat, Barry Windham, e The Steiner Brothers.
- "Beautiful" Bobby Eaton – Vince il WCW World Tag Team Title con Arn Anderson come partner di coppia. Mentre milita nell'Alliance, si scontra principalmente con Dustin Rhodes, Ricky Steamboat, Barry Windham, e The Steiner Brothers.
- "Stunning" Steve Austin – Conquista il WCW World Television Title e combatte frequentemente in coppia insieme a Rude e Zbyszko. Mentre milita nell'Alliance si scontra principalmente con Barry Windham e Sting.
- "The Living Legend/The Cruncher" Larry Zbyszko – Mentre milita nell'Alliance, si scontra prevalentemente con Ron Simmons e Barry Windham. Combatte spesso in coppia con Anderson ed occasionalmente con Austin.
- Michael "P.S." Hayes – Ebbe solo contatti marginali con l'Alliance, non entrando mai a farne parte ufficialmente. Fece da manager ad Anderson e Eaton, aiutando inoltre Paul E. Dangerously contro la "ribelle" Madusa.
- Paul E. Dangerously – Ideatore, leader, e manager dell'Alliance. Si scontra direttamente con Madusa dopo averla licenziata.
- Madusa – È la valletta ufficiale dell'Alliance. Assiste a bordo ring Rick Rude, ma anche gli altri membri della squadra agli inizi dell'Alliance. Si scontra con Missy Hyatt e, successivamente, con Paul E. Dangerously dopo che quest'ultimo l'ha licenziata dall'Alliance.

### Membri ECW
- "Superfly" Jimmy Snuka
- "The Rock" Don Muraco
- The Dark Patriot
- "Hot Stuff" Eddie Gilbert
- Paul Heyman (Paul E. Dangerously) – Manager
- Taz/Tazmaniac
- Sabu
- 911

## Titoli e riconoscimenti
- American Wrestling Association
  - AWA World Tag Team Championship (1) – Randy Rose & Dennis Condrey
- World Championship Wrestling
  - WCW World Television Championship (3) – "Stunning" Steve Austin (2), "The Enforcer" Arn Anderson (1)
  - WCW United States Heavyweight Championship (1) – "Ravishing" Rick Rude
  - WCW World Tag Team Championship (2) – "Beautiful" Bobby Eaton & "The Enforcer" Arn Anderson (1),  Arn Anderson & Larry Zbyszko (1)